# 禾木河
禾木河又名柯姆河，也称库木河（Hemu River），位于中华人民共和国新疆维吾尔自治区布尔津县北部，是布尔津河源流之一，发源于阿尔泰山山脊，中蒙边界处的霍米因达坂，蜿蜒西南流至禾木哈纳斯蒙古族乡禾木村附近与喀纳斯河汇合成布尔津河。河流全长69千米，流域面积2160平方千米。流域属于大陆性温带寒冷气候区，降水充沛，春秋温凉，夏季短促，冬季漫长而寒冷；降雪频繁，一次最大降雪厚度可达1米。下游禾木盆地西侧的禾木村是中国境内图瓦人的主要聚居地之一。